# ゴリツィア (重巡洋艦)
| 竣工時のゴリツィア | |
| 艦歴               | |
| 発注               | OTO社リヴォルノ造船所 |
| 起工               | 1930年3月17日起工 |
| 進水               | 1930年12月28日 |
| 就役               | 1931年12月23日 |
| 退役               | |
| その後             | |
| 除籍               | 1947年2月27日 |
| 性能諸元           | |
| 排水量             | 基準：11,712トン 満載：14,460トン |
| 全長               | 182.8m |
| 水線長             | 179.6m |
| 全幅               | 20.6m |
| 吃水               | 7.2m（満載） |
| 機関               | ソーニクロフト式重油専焼水管缶8基 +パーソンズ式ギヤード・タービン2基2軸推進                                                                                                 |
| 最大出力           | 95,000hp |
| 最大速力           | 32.0ノット |
| 航続距離           | 16ノット/5,434海里 |
| 燃料               | 重油：2,350トン |
| 乗員               | 841名 |
| 兵装（竣工時）     | 20.3 cm（53口径.）主砲4基 10 cm（47口径）連装高角砲8基 40mm（39口径）単装機関砲6基 12.7mm単装機銃4丁                                                                        |
| 装甲               | 舷側：150mm（水線部）、100mm（水線末端部） 甲板：20～70mm 主砲塔：150mm（前盾）、75mm（側盾）、70mm（天蓋） バーベット：150mm（最厚部） 司令塔：150mm（側盾）、70mm（天蓋） |
| 航空兵装           | 水上機：2機 カタパルト：1基 |

ゴリツィア (Incrociatore pesante Gorizia) は、イタリア海軍の重巡洋艦。
ザラ級重巡洋艦に属する。
艦名は、未回収のイタリアの一部としてイタリア領となった都市ゴリツィアに因む。
日本語ではゴリチィア、ゴリチヤと表記することもある。

## 艦歴

### 第二次世界大戦以前
1930年（昭和5年）3月17日に起工、同年12月28日進水、1931年（昭和6年）12月23日に就役。
スペイン内戦時、ザラ級重巡も同地方近海で活動した。1936年（昭和11年）8月にはドイツを訪れ、キール軍港でおこなわれた観艦式に参加。夏季オリンピックの間、キールに停泊した。それからイタリアへの帰路についたが、航海中に爆発事故を起こす。ジブラルタルで応急修理をおこなった。

### 1940年
1940年（昭和15年）6月10日、イタリアは第二次世界大戦に枢軸側として参戦し、イギリスとフランスに宣戦を布告した（イタリアの参戦）。開戦時、イタリア王立海軍が保有していた重巡洋艦は、本艦を含めて7隻である。
7月9日、イギリス海軍地中海艦隊（司令長官アンドルー・ブラウン・カンニガム中将）およびオーストラリア海軍で編成された連合国軍艦隊と交戦する（カラブリア沖海戦）。
同年8月31日、イギリス海軍のハッツ作戦に対する迎撃に参加。
本艦を含むザラ級重巡がターラントで待機中の11月11日から12日にかけて、英海軍は空母「イラストリアス」から発進したソードフィッシュで夜間奇襲攻撃を敢行する（タラント空襲）。被雷したイタリア海軍の主力艦3隻が大破着底した。英空母攻撃隊の損害はソードフィッシュ2機喪失であり、片方の墜落原因は「ゴリツィア」の対空砲火によるものだった。
イタリア海軍は健在の新鋭戦艦「ヴィットリオ・ヴェネト」を中核にして水上兵力を再編した。重巡洋艦は7隻が健在であり、その中に「ゴリツィア」の姿もあった。 11月27日、スパルティヴェント岬沖海戦に参加。

### 1941年
1941年（昭和16年）1月にドイツ空軍がシチリア島から出撃をはじめると、地中海攻防戦は新たな局面を迎えた。ゴリツィアは2月下旬から5月上旬までラ・スペツィアで修理をおこなった。この間に生起したマタパン岬沖海戦で、本艦以外のザラ級重巡洋艦3隻は全滅した。
最後のザラ級となった本艦は、健在のトレント級重巡洋艦や重巡「ボルツァーノ」と戦隊を組むようになる。
6月、ナポリからトリポリへ向かう兵員輸送船団の護衛。
8月、イギリス海軍のミンスミート作戦に対する迎撃に参加。
9月、イギリス海軍のハルバード作戦に対する迎撃に参加。
11月、北アフリカへ向かう船団の運航支援に参加。
12月17日、第1次シルテ湾海戦に参加。イタリア新鋭戦艦「ヴィットリオ・ヴェネト」が英潜水艦「アージ」の雷撃で脱落したが、それでも高速戦艦3隻、重巡2隻（ゴリツィア、トレント）、駆逐艦多数を擁していた。劣勢のイギリス艦隊は水雷戦隊による魚雷攻撃に賭けるしかなく、イタリア艦隊も戦艦をまもるために重巡と駆逐艦を突撃させた。「ゴリツィア」はイギリス艦隊に肉薄し、英駆逐艦1隻（キプリング）に損傷を与えた。伊駆逐艦「マエストラーレ」も別の駆逐艦1隻（ニザム）に損傷を与えた。

### 1942年
1942年（昭和17年）3月22日、第2次シルテ湾海戦に参加する。イギリス軍輸送船団の護衛艦艇は防空巡洋艦を基幹としており、戦艦「リットリオ」と巡洋艦3隻（ゴリツィア、トレント、ジョヴァンニ・デレ・バンデ・ネーレ）を含むイタリア艦隊の砲火力に圧倒された。イギリス側は砲撃戦で損傷艦多数を出し、海戦が終わったあとも輸送船4隻のうち2隻がドイツ空軍の空襲で沈没、残りの2隻もマルタ島で物資揚陸中に空襲で沈んだ。船団の補給物資26,000トンのうち、マルタに揚陸できたのは僅かだったという。枢軸側はイギリス軍の増援輸送をおおむね阻止して海戦に勝利したものの、悪天候により駆逐艦2隻が沈没した。
この頃、地中海艦隊司令長官はカニンガム提督からヘンリー・ハーウッド中将に交代した。イギリス軍はジブラルタルからマルタ補給を目指すヴィガラス作戦と、アレキサンドリアからマルタ補給を目指すハープーン作戦を立案し、二つのマルタ輸送船団が編成された。
6月中旬、イギリス海軍のヴィガラス船団に対する迎撃に参加した。
6月21日のトブルク陥落によりロンメル機甲師団はアレキサンドリアに迫り、地中海艦隊は同港から撤退の準備を始めた。だが最終防衛線のエル・アラメインでドイツ軍の進撃を阻止し、一息ついた。
イギリス海軍はジブラルタル経由でマルタへの補給を目指すペデスタル作戦を準備した。
8月中旬、イギリス海軍のペデスタル船団に対する迎撃に参加する。イタリア艦隊は重巡3隻（ゴリツィア、ボルツァーノ、トリエステ）、軽巡3隻、駆逐艦10隻という強力なものだったが、8月13日に英潜水艦「アンブロークンの雷撃で重巡「ボルツァーノ」と軽巡「ムツィオ・アッテンドーロ」が損傷した。イギリス軍輸送船団や護衛部隊に果敢に挑んだ枢軸軍航空部隊、潜水艦部隊、魚雷艇部隊に対し、イタリア水上艦部隊は戦局に寄与できなかった。ペデスタル船団は大損害を受けたが、商船3隻とタンカー1隻がマルタに辿り着き、貴重な物資と燃料を補給した。

### 1943年以降
1943年（昭和18年）4月10日、空襲からの退避先ラ・マッダレーナでアメリカ軍のB-24リベレーター 84機による空襲に遭い、直撃弾3発を受け大破した。。ゴリツィアはラ・スペツィアへ移り、修理を受ける。
9月上旬、イタリアと連合国が講和する。これに対抗しドイツ軍はイタリア各地に進駐した。ラ・スペツィアも占領され、本艦と航空母艦（航空巡洋艦）に改造中の「ボルツァーノ」はドイツ軍に鹵獲された。すでに制海権は連合国側に渡っていたため、ドイツ軍はイタリア重巡の本格的復旧を諦め、港内への敵艦侵入を妨害する閉塞船として係留するに留めた。
1944年（昭和19年）6月、ラ・スペツィアのイタリア艦艇（鹵獲艦艇）がドイツ軍に戦力化されることを恐れた連合国側は、特殊潜航艇（人間魚雷）チャリオットで停泊中の「ゴリツィア」と「ボルツァーノ」を攻撃することにした。この作戦は、イギリス軍と共同交戦側イタリア軍の共同作戦であった。駆逐艦「グレカーレ」によって運ばれたチャリオット2台とコマンド隊員4名は、6月21日夜～22日にかけて港内に潜入する。計画では「ゴリツィア」と「ボルツァーノ」の両方にリンペット機雷を仕掛けるはずだったが上手くゆかず、沈没したのは「ボルツァーノ」だけだった。
第二次世界大戦終結後の1946年（昭和21年）、「ゴリツィア」の残骸は解体処分とされる。
1947年（昭和22年）2月27日、除籍。

## 就役後の武装の変遷
1937年に艦橋の側面に位置する10cm（47口径）連装高角砲を左右あわせて2基とヴィッカーズ・テルニ40mm機関砲4基と12.7mm単装機銃4丁を撤去し、近接火器としてブレダ37mm（54口径）機関砲を連装砲架で4基、13.2mm機関銃を連装砲架で4基ずつを搭載した。1940年には照明弾発射用の12cm（15口径）単装砲2基追加したが、同型艦3隻がいずれも1941年（昭和16年）3月29日のマタパン岬沖海戦で撃沈されたのに対し、祖国の敗戦まで生き残ったゴリツィアには主として対空兵装の強化が行われた。具体的には12cm単装砲2基の撤去が行われ、37mm連装機関砲2基の6基で計12門まで強化、13.2mm機銃も20mm機関砲に装され連装6基、単装2基の計14門となっている。